# Martín Busch
Martín Busch es un deportista argentino que compitió en vela en la clase Soling. Ganó cuatro medallas de bronce en el Campeonato Mundial de Soling entre los años 2001 y 2014.

## Palmarés internacional
| Campeonato Mundial | Campeonato Mundial       | Campeonato Mundial | Campeonato Mundial |
| Año                | Lugar                    | Medalla            | Clase              |
| ------------------ | ------------------------ | ------------------ | ------------------ |
| 2001               | San Isidro (Argentina)   | Medalla de bronce  | Soling             |
| 2007               | San Isidro (Argentina)   | Medalla de bronce  | Soling             |
| 2008               | Scarlino (Italia)        | Medalla de bronce  | Soling             |
| 2014               | Punta del Este (Uruguay) | Medalla de bronce  | Soling             |